# El Manantial, Oaxaca
El Manantial är en ort i Mexiko.   Den ligger i kommunen San Juan Bautista Tuxtepec och delstaten Oaxaca, i den sydöstra delen av landet, 400 km sydost om huvudstaden Mexico City. El Manantial ligger 60 meter över havet och antalet invånare är 110.
Terrängen runt El Manantial är kuperad åt sydväst, men åt nordost är den platt. Runt El Manantial är det ganska glesbefolkat, med 29 invånare per kvadratkilometer. Närmaste större samhälle är Tuxtepec, 17,2 km norr om El Manantial. I omgivningarna runt El Manantial växer i huvudsak städsegrön lövskog.